# آتکا، ساراگوسا
آتکا، ساراگوسا (به اسپانیایی: Ateca) یک دهستان در اسپانیا است که در استان ساراگوسا واقع شده‌است. آتکا ۸۴ کیلومتر مربع مساحت و ۲٬۰۴۴ نفر جمعیت دارد.